# Charlie Mulgrew
Charles Mulgrew (ur. 6 marca 1986 w Glasgow) – szkocki piłkarz grający na pozycji obrońcy w Celtic F.C.